# Propagande coloniale française
 (juin 2019).
- Si vous ne connaissez pas le sujet, laissez ce bandeau (vous pouvez alors contacter les auteurs).
- Si vous supprimez le contenu mis en cause (vous pouvez préalablement contacter les auteurs),

argumentez précisément cette suppression dans la page de discussion
(un manque de référence n'est pas un argument ; une recherche réelle de référence doit avoir été effectuée, être formellement documentée).

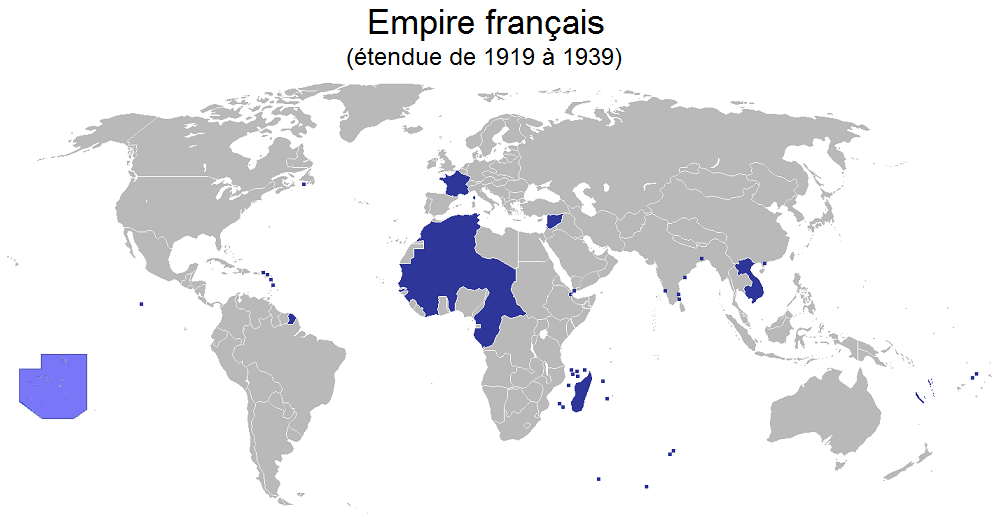
Possessions de l'Empire français de 1919 à 1939

Dans la première moitié du XXe siècle, la propagande coloniale française s'intensifie au sein de la métropole. 
L'État français emploie alors divers moyens pour embrigader la population française à l'idéologie coloniale. Les coloniaux justifient ainsi leur action au sein des colonies par différents vecteurs de publicité des territoires de l'Empire. La propagande en faveur du colonialisme est instituée dès le plus jeune âge et touche alors toutes les générations de la société française. En ce début du XXe siècle, l’État français cherche alors à mettre en valeur ses colonies afin de développer une véritable République coloniale. La propagande coloniale française est donc à son paroxysme au début du XXe siècle. Elle est présente dans tous les domaines de la vie des métropolitains afin que ceux-ci prennent conscience de l'étendue de l'Empire français mais aussi de la variété des territoires, des populations, des cultures, des ressources qui le compose.  
L'art, l'éducation, les expositions coloniales ou encore la presse, servent aux coloniaux comme vecteur de visibilité des colonies en métropole. Les colonies apparaissent dans le quotidien des occidentaux ce qui leur permet de prendre connaissance des territoires outre-mer et de la grandeur de la France. Ils découvrent les différentes ressources coloniales mais aussi une grande diversité culturelle entre chaque colonie. Ces divergences culturelles laissent place à des théories scientifiques infériorisant les cultures et les populations coloniales par rapport à la culture et à la population métropolitaine. 
La propagande coloniale française est donc une véritable mise en scène des colonies en métropole. L’État français espère alors rallier la population française au colonialisme et créer ainsi une véritable République coloniale. 

## Historique de la propagande coloniale
En France, la propagande varie selon les époques et les évènements qui se déroulent au sein du pays mais aussi dans ses colonies. Avant la Première Guerre mondiale, la propagande coloniale est quasiment inexistante mais s’appuie tout de même sur un imaginaire des colonies françaises dès la fin du XIXe siècle. La propagande coloniale se renforce et se renouvelle réellement dans le courant des années 1920 sous l'impulsion du ministre des Colonies. Cette nouvelle propagande est dite « officielle » puisqu’elle utilise des moyens mis en œuvre par l’Etat lui-même, notamment avec la création d'une agence spécialisée. 
L’Agence économique des colonies, qui changera plusieurs de nom, pilote la propagande sur tous les supports possibles, c’est une transversale qui s’organise et structure un message sur l’entreprise coloniale. En 1920, Albert Sarraut, ministre des Colonies, souligne cette nécessité en réclamant une propagande moderne pour promouvoir l’idée d’empire en métropole : « Il est absolument indispensable qu’une propagande méthodique, sérieuse, constante, par la parole et par l’image, le journal, la conférence, le film, l’exposition, puisse agir dans notre pays sur l’adulte et l’enfant [...]. Nous devons améliorer et élargir dans nos écoles primaires, nos collèges, nos lycées, l’enseignement trop succinct qui leur est donné sur notre histoire et la composition de notre domaine colonial. Il faut que cet enseignement soit plus vivant, plus expressif, plus pratique, que l’image, le film, la projection renseignent et amusent le jeune Français ignorant de nos colonies. »,
L’Agence développe une propagande multiforme. C’est par l’utilisation, simultanée ou intermittente, de divers moyens artistiques comme les cartes postales et les timbres, les images d’Épinal et les vignettes publicitaires, les jeux et jouets, les almanachs et calendriers, les médailles et fanions, les brochures et livres, les disques et affiches, la presse, la radio et enfin le cinéma que l’Agence tente d’imposer l’empire au quotidien.  
Ces nombreuses méthodes utilisées par l’Etat, dans la réalisation de la propagande, ont pour objectif de rallier la population au colonialisme et ainsi, d'obtenir l’adhésion de l’opinion publique.

### La propagande par l'art
La propagande s'exerce de différentes manières et notamment par l'art. En effet, l'activité artistique permet de créer une série d’images dans le contexte particulier de la colonisation. Les images produites sont révélatrices d’une époque et des événements qui accompagnent cette dernière. Elles peuvent également nous informer sur les non-dits de la société. Ces représentations des colonies, se retrouvent sur les affiches coloniales mais également dans les livres ou au cinéma. Elles créent une sorte de culture coloniale populaire, c'est-à-dire une culture visuelle des colonies. Qu'elles soient fixes ou animées, les représentations des colonies françaises, par l’art, forment une série de stéréotypes qui organise l'imaginaire socialdes territoires outre-mer.

#### Affiches coloniales

##### Naissance de l'affiche de propagande coloniale
Au XXe siècle, ce sont les différents conflits mondiaux qui font s’accroître la diffusion d’affiches notamment d’affiches coloniales. C’est à partir de la Première Guerre mondiale que les placards coloniaux augmentent considérablement. Ces images, diffusées dans les villes, sont principalement en faveur des colonies. Cela s’explique puisque l'État exerce à l’époque, une politique pro-colonialiste. Il concentre donc d’importants moyens financiers pour la fabrication d’une propagande coloniale efficace. Celle-ci se caractérise notamment par la création de nombreuses affiches, en métropole, pour défendre la politique en vigueur. 
Ces affiches cherchent d'abord à attirer le regard de la population en faisant appel à la sensibilité des personnes susceptibles de les observer. Elles cherchent d'abord à émerveiller tout en ayant pour objectif de rallier les français au colonialisme. 
Avant 1914, ce sont avant tout des affiches exotiques que l’on placarde sur les murs. Elles ont donc une visée publicitaire et commerciale. 
La Première Guerre mondiale, quant à elle, s'illustre par la force sauvage des soldats coloniaux. Les soldats noirs sont alors caractérisés par leur violence naturelle. Les affiches ont donc pour objectif de rassurer les métropolitains en leur faisant croire que le soutien des troupes coloniales va conduire à la fin de la Grande guerre.
Dans l'immédiat après-guerre, le colonisé est représenté comme un sauvage apprivoisé dont le courage est porteur de bénéfice pour la nation française. 
Dans l'entre-deux-guerres, c'est la vision exotique qui réapparaît sur les affiches de propagande. Celles-ci permettent ainsi de promouvoir les ressources des pays colonisés mais également de créer un sentiment de renouveau chez les métropolitains dont le territoire est dévasté.
Dans les années 30, c'est la représentation de la grandeur française qui émerge sur les affiches. Ces placards utilisent toujours des portraits racialisés pour mettre en évidence la variété des territoires qui composent l'Empire.
Sous le régime de Vichy, c'est l'image d’une France unifiée qui apparaît sur les affiches. Les différents peuples sont alors unis sous un même drapeau sur les représentations des années 1940. 
Les affiches coloniales ont donc évoluées, tout au long de la première moitié du XXe siècle. Elles passent ainsi d’une vision exotique de l’Empire colonial, à une vision unifiée des territoires impériaux, réunis sous un drapeau commun.

##### Messages propagés par les affiches, objectifs de ces affiches
Les affiches de propagande, placardées sur de nombreux murs français, propagent divers messages, au sein de la métropole, basés sur l'exotisme, le racisme et la domination. Ces messages ne sont pas des miroirs parfaits de la colonisation puisqu’ils sont utilisés pour embrigader la population française au colonialisme. Les placards sont utilisés par les coloniaux pour leurs propres intérêts. Ils diffusent plusieurs thématiques comme : les denrées, produits coloniaux, le tourisme d’outre-mer, les troupes coloniales lors des guerres … Ces affiches ont donc pour objectif de diffuser la politique coloniale française et d’informer sur les diverses populations qui peuplent l'Empire.

###### Publicité
Les affiches publicitaires, que l'on peut retrouver en métropole au début du XXe siècle, font partie de la propagande officielle organisée par la France. Cette propagande cherche à manipuler le comportement des français en les incitant à consommer impérial. Les représentations, placardées sur les murs français, font surgir l'idée que la consommation d’un produit colonial contribue à la prospérité économique du pays. Le colonisé apparaît donc, dans les affiches commerciales, comme un moyen d'enrichissement de la France. C’est alors un discours utilitaire qui se créé autour de la figure du colonisé. Les populations des colonies apparaissent comme des richesses au même titre que les produits vendus, en raison de leur soutien dans l’essor économique français. Les différentes affiches publicitaires insistent donc sur le repli économique et commercial de la France au sein de son Empire colonial. C'est un véritable protectionnisme impérial qui se met en place notamment par le biais de la promotion des produits présents dans les colonies françaises. Les territoires de l'Empire sont, en effet, emplis de grandes richesses et possèdent des ressources inexistantes en métropole. 
Les produits coloniaux commencent à se vendre considérablement dans les années 1920. Auparavant, les ressources des colonies étaient infériorisées à l’instar des populations colonisées en raison de diverses théories scientifiques. Les denrées que l’on retrouve le plus souvent sur les affiches coloniales sont celles dont l’usage est devenu courant en métropole. Effectivement, ce sont les produits alimentaires que l’on retrouve fréquemment sur les placards. Ceux mis en avant par les affiches publicitaires françaises sont : 
- Le rhum martiniquais.
- La banane des Antilles françaises.
- Le chocolat issu principalement des colonies africaines.
- Le riz indochinois.
- L'huile d’olive de Tunisie …

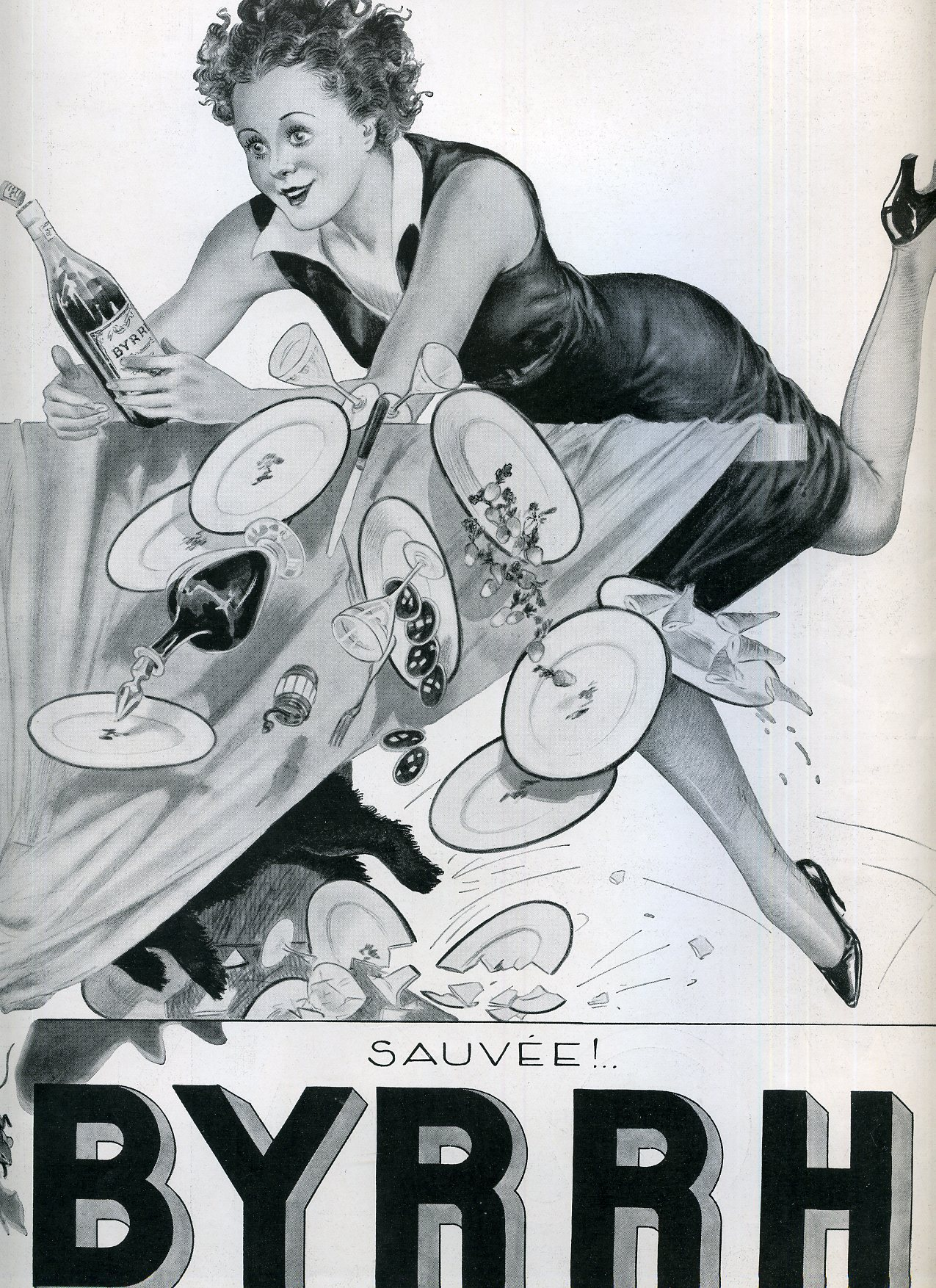
Affiche publicitaire faisant la promotion de Byrrh datant de 1934

Les produits coloniaux sont parfois marqués par leur union avec la métropole sur les affiches commerciales. En 1949, l'exemple du couscous « Deux Drapeaux » est particulièrement frappant. En effet, ce couscous, en provenance de Tunisie, unie le drapeau tunisien et le drapeau français sur son emballage. Pour faire la promotion d’un produit colonial, d’autres méthodes sont employées sur les affiches publicitaires. Certaines d'entre elles montrent des populations noires s’affairant au travail pendant que des populations blanches se prélassent en consommant leurs produits. Il peut donc y avoir une véritable idée de domination même dans les affiches commerciales mettant alors les populations colonisées au service des populations métropolitaines. La présence de navire de commerce ou de port, dans quelques affiches commerciales, symbolise cet accroissement des échanges entre colonies et métropole française et donc cette hausse de la consommation de produits impériaux.
Les affiches publicitaires permettent aussi de mettre en avant des remèdes médicamenteux en provenance des colonies. La quinine, le byrrh, le quinquina sont par exemple des remèdes que l'on retrouve sur plusieurs affiches. Ces boissons sont utilisées pour leur soi-disant renommée en termes de guérison du paludisme.
D'autres produits coloniaux sont promus par les affiches publicitaires comme les pneumatiques, le caoutchouc ou encore le cirage. Une affiche anonyme pour le cirage Nubian emploie, en 1897, de grands stéréotypes racialisants. Pour caractériser le cirage jaune, c’est l'image d'un asiatique portant un chapeau chinois. À sa gauche, on observe un personnage noir qui illustre le cirage noir.

###### Glorifier l'Empire

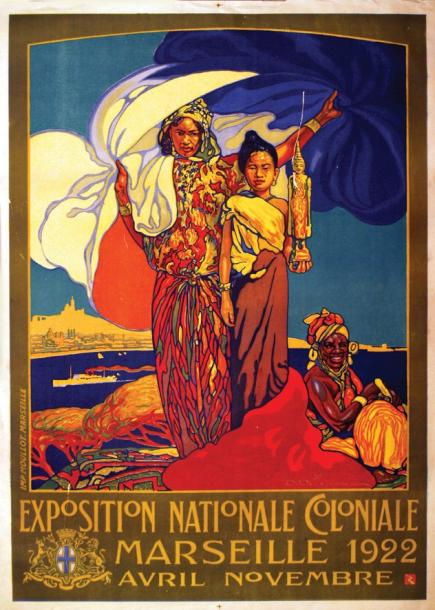
Affiche de l'exposition coloniale de 1922 représentant différents peuples de l'Empire français unis sous un même drapeau

Les affiches de propagande permettent également de glorifier la plus grande France. La mise en avant d'un grand Empire réunissant 100 millions de personnes se concrétise au sein de la propagande française du début du XXe siècle. Pour glorifier l'Empire colonial français, les conflits mondiaux sont largement utilisés. En effet, les affiches de recrutement de troupes coloniales circulent dans l'Empire pour soulever les colonies dans l’effort de guerre. Sur des affiches de mobilisation lors de la Première Guerre mondiale, l'État français inscrit « engagement volontaire d’indigènes ». Les colonies apparaissent donc comme inscrites dans le soulèvement des armées françaises. Les affiches s'intéressent aussi au recrutement d'ouvriers pour les usines de fabrication d'armes chimiques et font appel à la population lors de grands emprunts. Les troupes coloniales se sont grandement impliquées dans les deux guerres mondiales de la première moitié du XXe siècle. Différentes affiches montrent des soldats noirs et blancs combattants dans le même camp. Sous le Régime de Vichy, l'affiche « trois couleurs, un Empire » illustre bien l’union des colonies sous le drapeau français après la défaite de l'occupation française de 1940. Le drapeau français est souvent représenté sur les affiches de propagande coloniale pour glorifier la diversité de la nation française. C’est surtout lors de la Seconde Guerre mondiale que les différentes colonies de l'Empire sont mises au même niveau que la métropole. Les différentes couleurs de l'Empire s'allie sur les affiches de propagande coloniale lors des combats mondiaux.

###### Exotisme
Les affiches coloniales se caractérisent également par la représentation de l'exotisme des colonies françaises. Les territoires coloniaux s'illustrent alors par des représentations d'un espace idéalisé afin de susciter l'émerveillement des populations françaises. Ces affiches exotiques mettent en scène différents paysages présents dans les colonies comme des plages tropicales, des températures élevées, des fruits divers et variés … Ce sont donc de véritables affiches touristiques qui apparaissent sur les murs français. Elles invitent ainsi les métropolitains à voyager outre-mer. Les destinations qui leur sont proposées le plus souvent, sur les placards, sont l'Algérie ou la Tunisie. Rapidement, on constate que les élites colonisées sont, elles aussi, concernées par cette dynamique touristique. En effet, certaines affiches proposent aux élites colonisées locales de visiter leur propre territoire notamment par le biais de stations thermales.
Les affiches du tourisme colonial invitent à voyager, en créant un imaginaire de rêve autour d’un territoire outre-mer. Elles sont souvent commanditées par des compagnies de navigation, d’automobiles ou des compagnies ferroviaires … Mais malgré cette intense propagande invitant au tourisme colonial, les résultats de ces affiches semblent être mitigés puisque les métropolitains ne portent que très peu d’intérêt à leurs colonies.

##### Uniformisation del'indigènesur les affiches

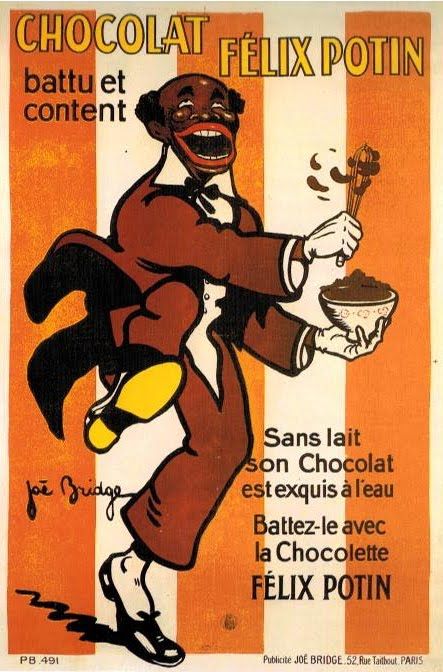
Affiche publicitaire de 1922 pour le chocolat Félix Potin, véhiculant l'image du nègre « battu et content ».

Les affiches de propagande coloniale ont tout de même une spécificité dans la première moitié du XXe siècle : elles optent toutes pour une vision dominatrice de ces territoires et populations d'outre-mer. C'est un véritable racisme colonial qui apparaît notamment sur les affiches publicitaires. L'image est le support principal de mise en scène de l’indigène auprès de la population française. Cette infériorisation des colonisés, liée aux différentes études scientifiques préconisant une « hiérarchie des races », se retrouve dans l'imagerie coloniale. C’est la représentation de l'indigène sauvage qui apparaît au début du XXe siècle. Cet indigène sauvage est un être, situé entre humanité et animalité, qu'il convient de civiliser. C'est d'ailleurs l'objectif de cette mission civilisatrice tant louée par la métropole française. Dans les années 1930, l'image de l’indigène type montre les effets de cette mission éducative sur les populations colonisées. 
Nous pouvons prendre l'exemple[Qui ?] de la représentation du jeune tirailleur sur les affiches Banania qui apparaît avec la Première Guerre mondiale. Ce jeune sénégalais, disant « y'a bon » pour décrire le chocolat Banania, illustre la mise en avant d'un enfant sympathique souriant de toutes ses dents qui a été civilisé par la France. Il quitte peu à peu la sauvagerie et l'animalité pour devenir un jeune enfant rieur source de richesse pour la France. Son image est en effet présentée comme un produit quelconque qui s’exporte, se protège, s'éduque et se reproduit. Les affiches de propagande, après avoir montré la domination de la France sur les populations indigènes, mettent aussi en lumière une hiérarchie entre les races de colonisés. On peut ainsi constater que la figure de l’arabe, véritable héros de la Grande guerre, se place au-dessus de l’africain, considéré comme moins intelligent. Ce dernier est vu comme un être sympathique qu’il est nécessaire de protéger. Il s'agit donc d’une vision paternaliste de l’africain noir.

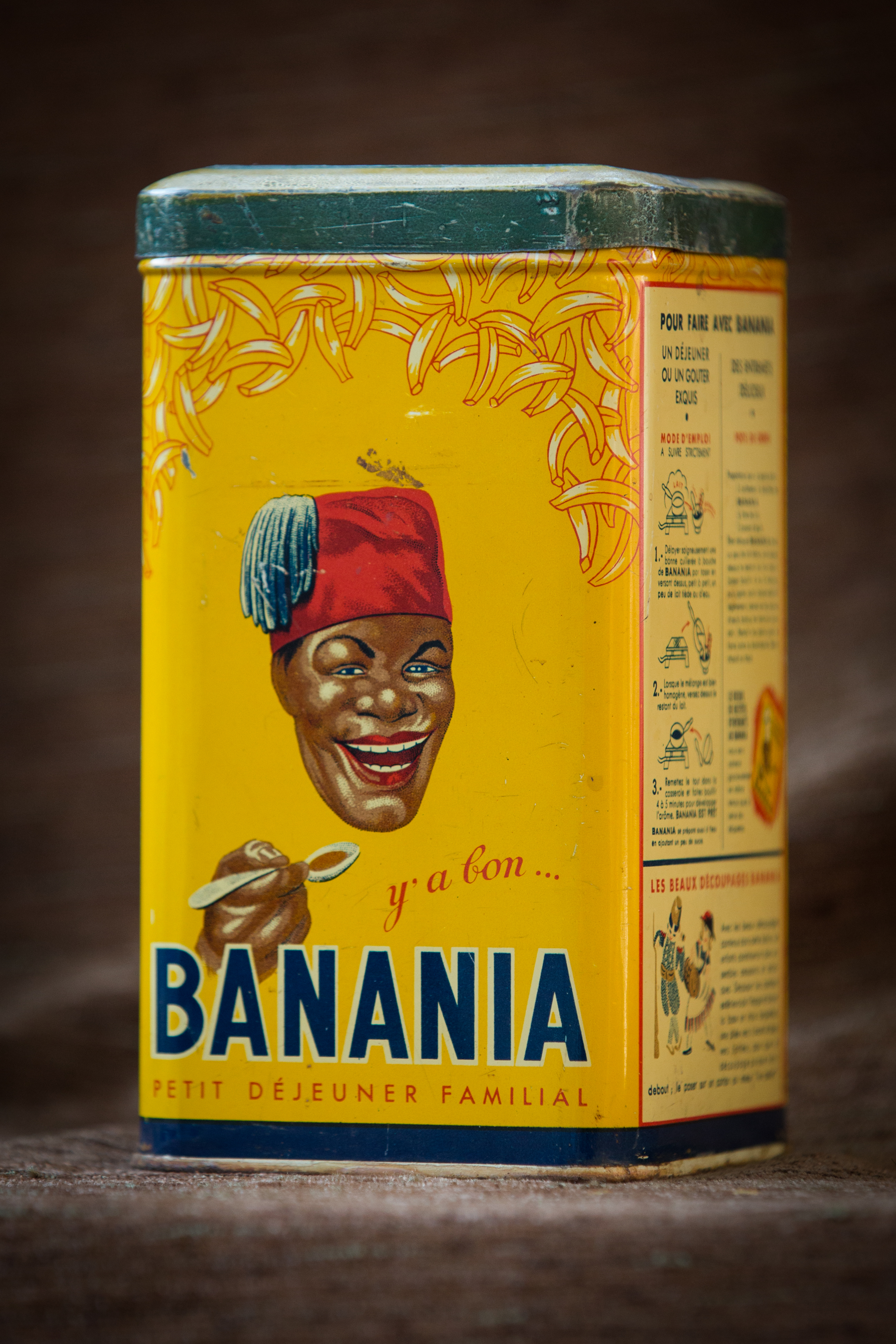
Image du tirailleur sénégalais généralement utilisée sur les affiches publicitaires Banania

À partir de la Seconde Guerre mondiale, cette infériorisation permanente de l'indigène par rapport aux populations blanches de la métropole, disparaît pour laisser place à l'unification. Les stéréotypes attribués à chaque colonie demeurent mais tous les pays de l'Empire colonial s'unissent sous le même drapeau. Malgré les stéréotypes vestimentaires attribués à chaque colonie, le colonisé devient de plus en plus l’égal du métropolitain sous le Régime de Vichy. Cette unification, sur les affiches de propagande, caractérisent une union linguistique, culturelle et religieuse entre la France colonisatrice et les territoires de son Empire.

#### Littérature et propagande coloniale
La littérature mettant en scène les colonies atteint son paroxysme dans les années 1920, c’est-à-dire dans l'entre-deux-guerres. C'est à cette période que les ouvrages de vulgarisation coloniale apparaissent et se diffusent en métropole. Ce type d'ouvrages remporte de plus en plus de succès au sein du grand public français. Les colonies sont souvent mises en scène dans les romans notamment. La littérature fait alors partie intégrante de la grande propagande coloniale et cherche comme tous autres moyens d'endoctrinement, à montrer les effets bénéfiques de la colonisation sur les peuples colonisés. Différentes formes de littératures se développent à cette période notamment de nombreux ouvrages fictionnels consacrés à des territoires lointains de la métropole française et surtout des territoires conquis par la France. 
La littérature coloniale regroupe des fictions écrites par des romanciers vivants en métropole. Ces écrivains utilisent alors un des territoires de l'Empire colonial français comme centre de leurs intrigues. Ils sont alors montrés comme des espaces conquis et gouvernés par la puissance française. La littérature coloniale non écrite par les colonisés eux-mêmes n'est, évidemment, qu'une source de propagande proférée par l’État français. Cette littérature de fiction vise à apporter un savoir idéalisé sur les colonies françaises aux populations métropolitaines en utilisant l’image de l’aventurier qui découvre et visite les splendeurs d’un territoire colonisé. 
La littérature exotique, quant-à-elle, a un autre dessein. Les auteurs de ces ouvrages exotiques sont souvent des voyageurs qui ont, eux-mêmes, pu constater les divergences entre les territoires métropolitains et ceux des colonies françaises. Dans leurs livres, ils transmettent la singularité des mœurs, la beauté de la nature, des paysages … qu'ils ont pu observer tout en gardant une vision colonialiste de cette perception de l’Ailleurs. Les intrigues, au sein de ces ouvrages tournent souvent autour d’une histoire d’amour lointaine.
La littérature de voyage est différente de la littérature exotique. Elle offre plutôt un point de vue pédagogique visant à informer les métropolitains des réalités géographiques présentes dans les colonies. Il s’agit alors de fournir de véritables témoignages sur les différentes contrées, cultures, ressources disponibles… Cet inventaire permet ainsi aux colonisateurs de mieux connaître un territoire conquis et d’y organiser, à terme, une occupation ou bien des échanges commerciaux.

#### Cinéma et propagande coloniale
A l'instar de la littérature, le cinéma colonial prend de plus en plus d’ampleur à la suite la Première Guerre mondiale, c’est-à-dire, dans les années 1920-1930. Les colonies deviennent le décor mais aussi le sujet des documentaires ou films produits des années 1920 à 1940. Le cinéma colonial a pour objectif d’éduquer les français et de leur donner conscience de la grandeur de la France. Ces différentes œuvres cinématographiques visent à la fois à dépayser les métropolitains mais aussi à leur montrer la supériorité de l'Empire colonial français. Elles mettent en avant les bienfaits de la colonisation, valorisent les richesses des territoires colonisés ou alors montrent les différentes pratiques culturelles. Le cinéma colonial bien qu'il soit une source d'évasion, est donc un moyen de propagande efficace, qui met en scène la grandeur de l'Empire français. 

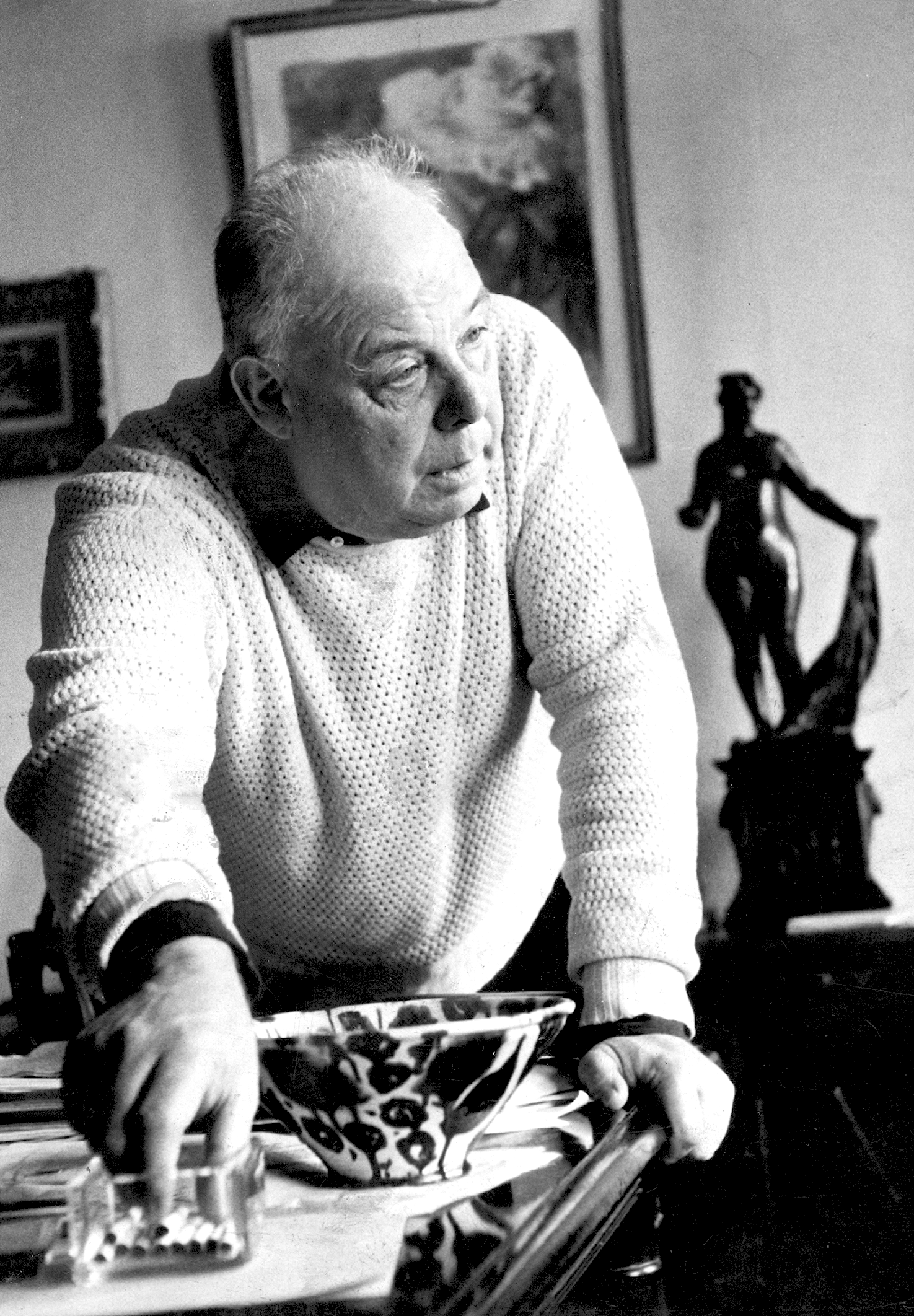
Jean Renoir en 1959

Il existe plusieurs types de productions cinématographiques coloniales : les films fictions ou les films exotiques. Les films fictions mettent généralement en scène un héros national ayant vaincu des indigènes. Les films exotiques, quant à eux, sont des véritables documentaires montrant les images des différents paysages et civilisations présentes dans les colonies.
De véritables évènements coloniaux peuvent être célébré par le biais du cinéma. C’est le cas lors du centenaire de la colonisation algérienne qui a eu lieu en 1830. De nombreux films et documentaires sont créés à cette occasion dont plusieurs par la cinémathèque de Paris entre mars et juillet 1930. Ce sont en effet plus de 160 films qui sont projetés à Paris, à l’attention des jeunes parisiens essentiellement. Cette vaste entreprise de propagande à pour objectif de mettre en avant l’action civilisatrice de la colonisation en Algérie en accentuant sur la modernité du pays. L'exotisme est toujours en vigueur dans ces films pour susciter l’admiration des spectateurs. Ainsi, durant ces quatre mois, ce sont plus de 25 000 parisiens qui ont assisté aux projections. 
Le gouvernement général d’Alger commande également un film pour les cent ans de la prise d’Alger. En 1929, Jean Renoir réalise le film Le Bled. Le tournage de ce film d’aventure a eu lieu à Alger et met en scène un jeune français en partance pour la capitale algérienne. Par le biais de son oncle, l’histoire de la colonisation algérienne est retracée. Le film prend également des allures de documentaires lorsqu’il s’attarde sur les populations locales et les paysages paradisiaques . Ce film est donc un bel exemple de propagande puisqu’il fait la mémoire de la colonisation du territoire et glorifie la conquête par la même occasion.

### Lieux d'exercice de la propagande coloniale

#### Propagande coloniale par l'éducation
À partir du XXe siècle, les colonies prennent un rôle de plus en plus important dans l'éducation. L'éducation est donc un instrument politique, pour l'État français, afin de former des futurs citoyens en faveur de l'idéologie coloniale.

##### Écoles métropolitaines
En métropole, le programme de l'éducation primaire comporte un enseignement dédié aux colonies, à partir du début du XXe siècle. Dans la réalité, cet enseignement des territoires coloniaux est quelque peu omis par les instituteurs. Ces derniers ne disposent pas de supports iconographiques leur permettant d'illustrer leurs propos. Peu à peu cet apprentissage se développe et les instituteurs basent leur enseignement sur la localisation des différents territoires de la France d’outre-mer mais également les nombreuses ressources présentes dans ces colonies, qu'elles soient alimentaires ou culturelles.
Dans le secondaire, l'enseignement des colonies existe déjà depuis la deuxième moitié du XIXe siècle. Les programmes insistent d'abord sur des questions raciales en classe de sixième. En effet, l'enseignement géographique distingue les différents peuples colonisés en classant les multiples races entre monde civilisé et monde sauvage. Dans les manuels d’histoire, de la fin du XIXe et du début du XXe, les chapitres dédiés à l'Empire évoquent surtout l’historique de la conquête des territoires coloniaux. À partir de 1925, l'histoire coloniale est enseignée en cours de philosophie dans l’enseignement secondaire. L'étude des colonies s'inscrit aussi dans les cours de géographie et donne aux élèves un apprentissage des territoires outre-mer et des différentes cultures qui les composent. Les programmes de géographie insistent sur les différences raciales entre les peuples colonisés et sur le passage de la vie sauvage à la vie civilisée des peuples colonisés. 
En primaire et dans le secondaire, cet apprentissage a également pour dessein de justifier la mission civilisatrice auprès des plus jeunes. L'objectif principal de cet enseignement des colonies est évidemment de créer un sentiment patriotique pour obtenir l'adhésion des futurs citoyens français au colonialisme.

##### Écoles coloniales
Dans les colonies, une école coloniale se développe à l’attention des populations colonisées. Ce sont des écoles organisées par les coloniaux à partir de la fin du XIXe siècle. Les enseignements proférés dans les colonies sont souvent à destination des enfants de colons ou bien des élites locales. De plus, les apprentissages diffèrent d’une colonie à une autre et s'adaptent au degré d'évolution d’une population colonisée. Une véritable pédagogie se développe alors selon chaque colonie afin de répondre au mieux aux mœurs de chaque peuple colonisé. Les enseignements, au sein des territoires coloniaux, ont cependant une caractéristique commune : ils se veulent simples et adaptés aux capacités mentales des enfants. En général, les instructions tournent autour de l’apprentissage de la langue française et de travaux pratiques comme l’agriculture pour que les futurs adultes des colonies servent au mieux la nation française .
L'école coloniale a pour objectif de rapprocher les différents peuples mais surtout de former une population qui deviendra fidèle à la nation française. Les coloniaux souhaitent ainsi élever l’âme des indigènes. Il s’agit là, de la mise en œuvre de la mission civilisatrice qu'exalte les coloniaux.

#### Manifestations officielles

##### Expositions coloniales

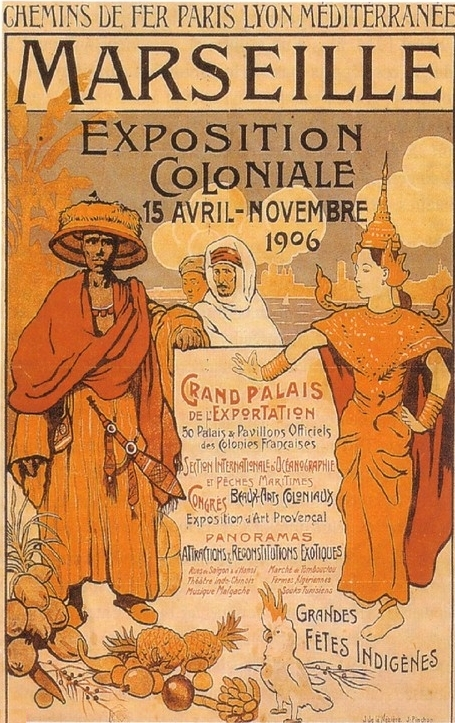
Affiche de l'exposition coloniale de Marseille en 1906. Les différentes populations de l'Empire y sont représentées.

Les expositions coloniales se mettent en scène de la deuxième moitié du XIXe siècle à la première moitié du XXe siècle. Ces évènements visent en premier lieu à faire connaître l'Empire aux populations françaises, vivant en métropole, leur donner conscience de l'Empire. Ces grandes manifestations sont donc l'expression d'un vaste objectif de propagande coloniale beaucoup plus concret et efficace que d'autres moyens d'endoctrinement. 

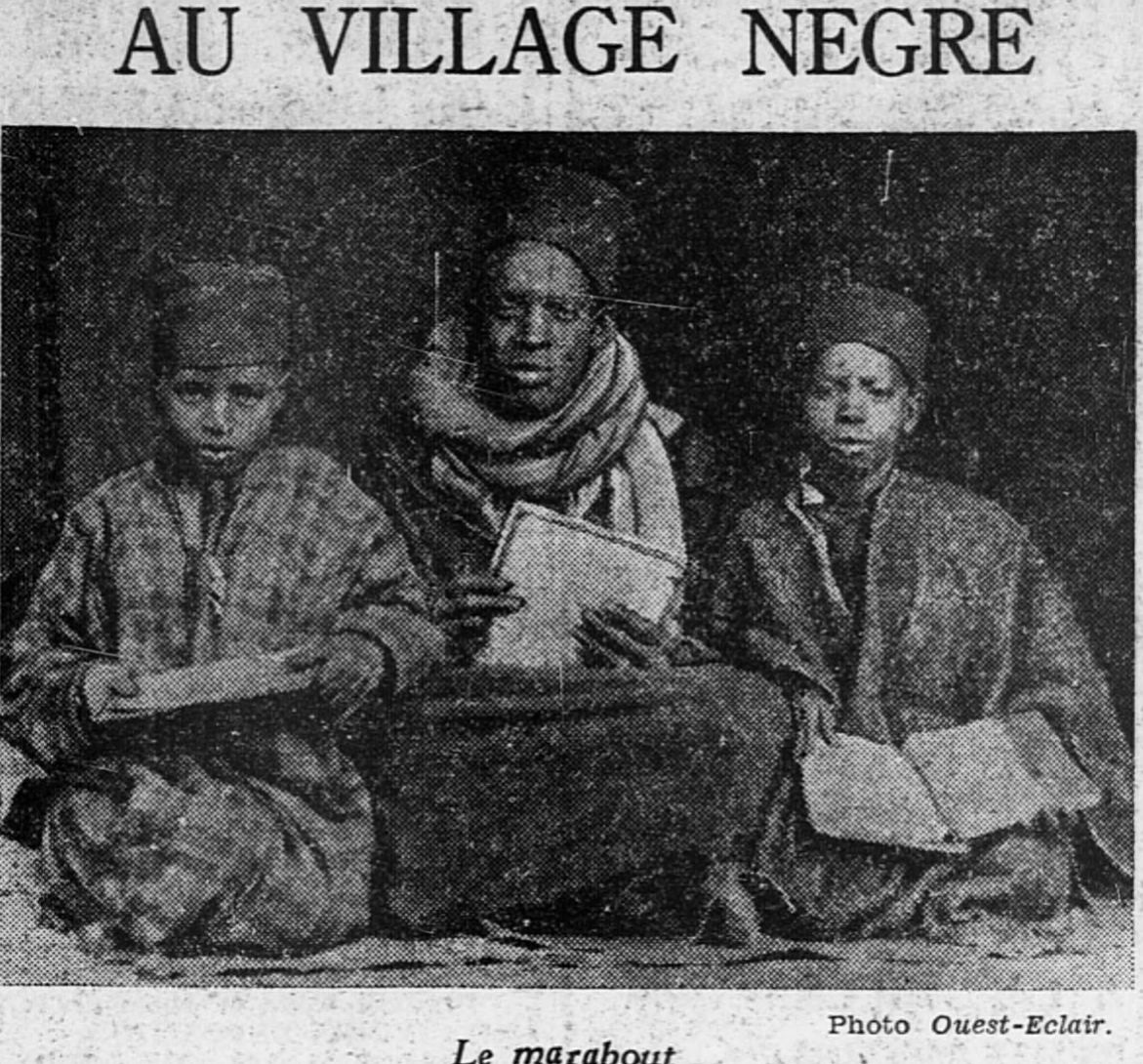
Zoo humain à Rennes en 1929.

Les populations métropolitaines découvrent ainsi la grandeur française, grâce à plusieurs mises en scène. En effet, l’objectif de ces grands évènements, qui durent parfois plusieurs mois, est d'accueillir un maximum de visiteurs. Ils insistent donc sur quelques points pour attirer les français : le ludisme, le réalisme mais également la pédagogie. Les expositions coloniales utilisent, des images, des films mais également des décors et des reconstitutions historiques et ethnologiques de populations coloniales, pour susciter l'intérêt des occidentaux. Les différentes images montrent des paysages coloniaux pour donner un avant-goût de l'Empire aux visiteurs. Ces paysages exotiques suscitent souvent l'admiration des métropolitains et les invitent à effectuer du tourisme au sein des colonies françaises. Des reconstitutions de villages indigènes, grandeur nature, étaient parfois mises en place lors de ces manifestations. Il s’agissait alors de mettre en scène des populations colonisées dans la métropole en les réintégrant dans le décor de leur colonie d’origine. Ces spectacles aux allures de zoos humains étaient souvent exagérés dans une logique de racialisation et d’infériorisation des indigènes pour le divertissement des occidentaux. On retrouve alors de nombreux référents raciaux visant à rapprocher les populations indigènes avec la nature, l'animalité, et la sauvagerie. Les français peuvent ainsi découvrir, différents modes de vie, des statuts, des professions, mais également diverses spécialités culinaires provenant de chaque colonie, grâce aux expositions. Les villages indigènes sont aussi théâtralisés grâce à divers parfums, bruits ou ambiances. 
Ces exhibitions des populations coloniales ont pour objectif de sensibiliser les populations françaises aux questions coloniales en diffusant ce que l'on peut appeler, une culture impériale, en métropole. Le colonisé y est présenté comme un être inférieur sur l’échelle de la civilisation et du progrès ce qui permet ainsi de distinguer civilisation et sauvagerie. L'imaginaire social des colonies françaises se construit donc autour de l'idée qu’une hiérarchie des races existe. Cet imaginaire collectif promulgué par les pouvoirs publics cherche ainsi à ancrer dans les mœurs l’idée d’une supériorité civilisationnelle des populations occidentales. Cette infériorisation permanente des colonisés permet encore une fois à l’État français de justifier la colonisation mais également de montrer aux français les vertus économiques de tels espaces. Cette mise en scène de la République coloniale projette en métropole la « plus grande France » de manière plus concrète.

#### La presse coloniale

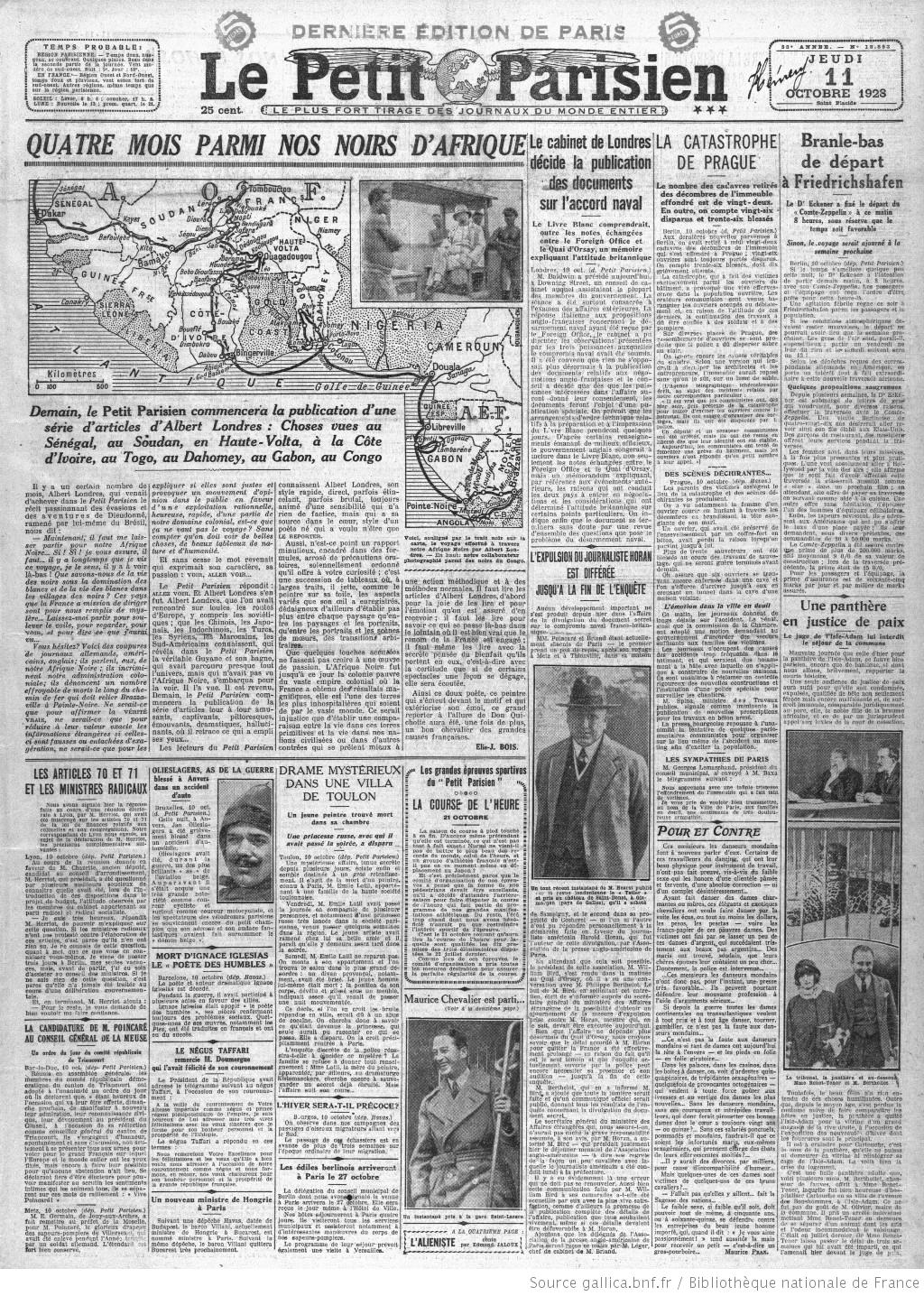
Une du journal Le Petit Parisien du 11 octobre 1928, annonçant le grand reportage d'Albert Londres en Afrique coloniale française

La presse coloniale est peu répandue avant la fin des années 1920. En effet, elle ne suscite pas l’intérêt des métropolitains et n'a qu'un simple rôle de documentation avant qu’elle ne s’accroisse. Au sortir de la Première Guerre mondiale, les rares articles concernant les colonies s'intéressent plutôt au commerce, à l’engagement des troupes coloniales dans la guerre ou encore à l'installation de jeunes hommes dans les territoires colonisés. Les grands titres de la presse française ne portent que très peu d’attention aux sujets coloniaux, jusqu'à ce que la presse se renouvelle, en 1927. C'est au cours de cette année que la presse d’information prend part du sujet colonial. C’est ainsi que se développent les rubriques coloniales ou même les journaux coloniaux s'intéressant aux différentes colonies. La presse a donc un rôle tardif dans la propagande coloniale. Avec les débuts de l'anticolonialisme, la presse coloniale justifie souvent l’action colonisatrice en évoquant la fraternité coloniale, dans ses articles.

#### Monographies
- Marc Ferro, La Colonisation expliquée à tous, Paris, Seuil, 2016, 189 p. (ISBN 978-2-02-117514-1).
- Eric Jennings, Illusions d’Empire : La Propagande coloniale et anticoloniale à l’affiche, Paris, Les Échappés, 2016, 140 p. (ISBN 978-2-35766-123-3).
- Sandrine Lemaire (dir.) et Pascal Blanchard (dir.), Culture impériale (1931-1961), Paris, Autrement, 2004, 276 p. (ISBN 978-2-7467-3049-6).
- Sandrine Lemaire, Pascal Blanchard, Nicolas Bancel et Alain Mabanckou, Colonisation & propagande : le pouvoir de l'image, Paris, Le Cherche Midi, 2022, 286 p. (ISBN 978-2-7491-7227-9)

#### Articles et chapitres
- Charles-Robert Ageron, « Les colonies devant l'opinion publique française (1919-1939) », Outre-mers : Revue d'histoire, no 286,‎ 1990, p. 31-73 (lire en ligne).
- Nicolas Bancel et Pascal Blanchard, « De l'indigène à l'immigré, images, messages et réalités », Hommes & Migration, no 1207,‎ 1997, p. 6-29 (lire en ligne).
- Nicolas Bancel et Pascal Blanchard, « Civiliser : l'invention de l'indigène », dans Sandrine Lemaire et Pascal Blanchard (dir.), Culture coloniale (1871-1931), Paris, Autrement, 2003, 149-161 p. (ISBN 9782746730489, lire en ligne).
- Pascale Barthélémy, « L’enseignement dans l’Empire colonial français : une vieille histoire ? », Histoire de l'éducation, no 128,‎ 2010, p. 5-28 (lire en ligne)
- Pascal Blanchard, « La Représentation de l'indigène dans les affiches de propagande coloniale : entre concept républicain, fiction phobique et discours racialisant », Hermès, no 30,‎ 2001, p. 149-168 (DOI 10.4267/2042/14528).
- Laurence De Cock, « Un siècle d'enseignement du « fait colonial » dans le secondaire de 1902 à nos jours », Histoire@Politique, no 18,‎ 2012, p. 179-198 (lire en ligne)
- Catherine Coquery-Vidrovitch, « Vendre : Le Mythe économique colonial », dans Sandrine Lemaire et Pascal Blanchard, Culture coloniale (1871-1931), Paris, Autrement, 2003, 163-175 p. (ISBN 9782746730489, lire en ligne).
- Sandrine Lemaire et Pascal Blanchard, « Exhibitions, expositions, médiatisation et colonies », dans Culture coloniale (1871-1931), Paris, Autrement, 2003, 43-53 p. (ISBN 9782746730489, lire en ligne).
- Sandrine Lemaire, « Manipuler : À la conquête des goûts », dans Sandrine Lemaire et Pascal Blanchard (dir.), Culture impériale (1931-1961), Paris, Autrement, 2004, 75-92 p. (ISBN 9782746730496, lire en ligne).
- Linda Lehmil, « L’édification d’un enseignement pour les indigènes : Madagascar et l’Algérie dans l’Empire français », Labyrinthe, no 24,‎ 2006, p. 91-112 (lire en ligne)
- Béatrice de Pastre, « Cinéma éducateur et propagande coloniale à Paris au début des années 1930 », Revue d’histoire moderne et contemporaine, Belin, nos 51-4,‎ 2004, p. 135-151 (lire en ligne)
- Benoît Sudreau, « L'image des colonies dans l'affiche politique française », Outre-mers : Revue d'histoire, nos 354-355,‎ 2007, p. 331-345 (lire en ligne).